# كيم ديل
كيم ديل (بالإنجليزية: Kim Deal)‏ هي منشدة ومغنية ومغنية مؤلفة وعازفة قيثارة وموسيقية أمريكية، ولدت في 10 يونيو 1961 في دايتون في الولايات المتحدة.

## وصلات خارجية
- الموقع الرسمي
- كيم ديل على موقع IMDb (الإنجليزية)
- كيم ديل على موقع الموسوعة البريطانية (الإنجليزية)
- كيم ديل على موقع ميوزك برينز (الإنجليزية)
- كيم ديل على موقع رولينغ ستون (الإنجليزية)
- كيم ديل على موقع إن إن دي بي (الإنجليزية)
- كيم ديل على موقع أول ميوزيك (الإنجليزية)
- كيم ديل على موقع أول ميوزيك (الإنجليزية)
- كيم ديل على موقع ديسكوغز (الإنجليزية)
- كيم ديل على موقع ديسكوغز (الإنجليزية)
- كيم ديل على موقع قاعدة بيانات الفيلم (الإنجليزية)